# کیم سونگ کیون
کیم سونگ کیون (کره‌ای: 김성균؛ زادهٔ ۲۵ مه ۱۹۸۰) بازیگر اهل کره جنوبی است. او حرفهٔ خود را در تئاتر شروع کرد و سپس اولین بازی خود در صفحه نمایش را در فیلم گانگستر بی‌نام: قوانین زمان انجام داد و به دنبال آن نقش‌های مکمل را در همسایه، پاسخ به ۱۹۹۴، پاسخ به ۱۹۸۸ و عاشقان ماه ایفا کرد.

## فیلم‌شناسی

### تلویزیون
| سال  | عنوان                     | نقش                                              | شبکه                      |
| ---- | ------------------------- | ------------------------------------------------ | ------------------------- |
| ۲۰۱۳ | می‌توانم صدایت را بشنوم    | کارآگاه (حضور افتخاری، قسمت ۱)                   | اس‌بی‌اس                    |
| ۲۰۱۳ | پس از مدرسه: Lucky or Not | (حضور افتخاری، قسمت ۶)                           | نیت هوپین/بی‌تی‌وی/تی-استور |
| ۲۰۱۳ | پاسخ به ۱۹۹۴              | سام چون-پو                                       | تی‌وی‌ان                    |
| ۲۰۱۴ | بانوی مجرد حیله‌گر         | Head of IT security (حضور افتخاری، قسمت ۳)       | ام‌بی‌سی                    |
| ۲۰۱۵ | پاسخ به ۱۹۸۸              | کیم سونگ-کیون                                    | تی‌وی‌ان                    |
| ۲۰۱۶ | عاشقان ماه                | چوی جی-مونگ                                      | اس‌بی‌اس                    |
| ۲۰۱۶ | دارودسته                  | خودش (حضور افتخاری، قسمت ۴)                      | تی‌وی‌ان                    |
| ۲۰۱۷ | بی همتا                   | جانگ کی-سو                                       | جی‌تی‌بی‌سی                  |
| ۲۰۱۹ | کشیش بی‌اعصاب              | گو ده-یونگ                                       | اس‌بی‌اس                    |
| ۲۰۲۰ | پلی‌لیست بیمارستان         | دومین برادر بزرگ جونگ-وون (حضور افتخاری، قسما ۱) | تی‌وی‌ان                    |
| ۲۰۲۱ | دی.پی.                    | پارک بوم-گو                                      | نتفلیکس                   |
| ۲۰۲۰ | گرید                      | کیم مان-اوک                                      | دیزنی پلاس                |
| ۲۰۲۰ | محرک                      | لی جه-مان                                        | دیزنی پلاس                |
| ۲۰۲۳ | وکیل طلاق شین             | جانگ هیونگ گون                                   | جی‌تی‌بی‌سی                  |